# Percy Courtman
Percy Courtman, född 14 maj 1888 i Chorlton-cum-Hardy, död 2 juni 1917 i Neuville-Bourjonval, var en brittisk simmare.
Courtman blev olympisk bronsmedaljör på 400 meter bröstsim vid sommarspelen 1912 i Stockholm.